# Irakli Abaschidse
Irakli Wissarionowitsch Abaschidse (georgisch ირაკლი აბაშიძე; * 23. November 1909 in Choni, Gouvernement Kutaissi, Russisches Kaiserreich; † 14. Januar 1992 in Tiflis) war ein georgisch-sowjetischer Dichter und Politiker.

## Leben
Der in Imeretien geborene Irakli Abaschidse schloss 1931 ein Studium an der staatlichen Universität von Tiflis ab. Anschließend war er als Redakteur tätig und nahm 1934 gemeinsam mit dem georgischen Dichter Paolo Iaschwili (1892–1937) am ersten Kongress des sowjetischen Schriftstellerverbandes in Moskau teil. Weil er ein Lobgedicht auf Lawrenti Beria verfasst hatte, wurde er während des Großen Terrors unter Stalin kurzzeitig in ein Straflager (Gulag) gesteckt. 1939 wurde er Mitglied der KPdSU. Während des Zweiten Weltkrieges schrieb er propagandistisch-patriotische Gedichte. 1953 wurde er mit Stalins kurz vor dessen Tod erteilter Zustimmung Vorsitzender des georgischen Schriftstellerverbandes und übte dieses Amt bis 1967 aus. 1960 wurde er auch Vizepräsident der Georgischen Akademie der Wissenschaften.
Als der russische Autor Boris Pasternak, Verfasser des Romans Doktor Schiwago, 1958 den Nobelpreis für Literatur verliehen bekam, beteiligte sich Abaschidse an der Hetzkampagne gegen diesen und verlangte Pasternaks Ausweisung aus der Sowjetunion. Er schloss sich auch den Angriffen der kommunistischen Führung der UdSSR auf die Vereinigten Staaten und Großbritannien an, als die USA 1958 im Libanon intervenierten. Als Vertrauter von Chruschtschow und Breschnew konferierte er oft mit diesen Regierungschefs. Die von Präsident Gorbatschow seit Ende der 1980er Jahre betriebene Reformpolitik fand dennoch Abaschidses Zustimmung. Sodann unterstützte er anfangs Swiad Gamsachurdia, als dieser 1991 zum Präsidenten Georgiens gewählt wurde. Als aber der Widerstand gegen den immer autoritärer auftretenden Präsidenten wuchs, wechselte Abaschidse die Seiten. Anfang 1992 starb er im Alter von 82 Jahren in Tiflis. Die gegen Gamsachurdia erfolgreichen Putschisten ließen ihn in einem Staatsbegräbnis beisetzen.

## Werk
Seit 1928 literarisch tätig, schrieb Abaschidse patriotische, aber am sozialistischen Realismus orientierte Gedichte. Seine Anfangswerke behandelten die revolutionäre Vergangenheit der Georgier und die Etablierung des neuen sowjetischen Lebens. Häufig thematisierte er in seiner Lyrik das Heldentum. Er unternahm eine Exkursion nach Indien und organisierte 1959/60 eine Expedition nach Jerusalem, da sich in dem dortigen georgischen Kreuzkloster laut einigen Forschern die Gebeine von Schota Rustaweli befinden sollten. Damals verfasste er den Gedichtzyklus Auf den Spuren Rustavelis (deutsch 1977), der sich um die sagenumwobene Gestalt dieses großen georgischen Dichters dreht und zwei (wiederum aus Einzelgedichten bestehende) Teile umfasst: C’xel indoet’ši (Im heißen Indien) und Palestina, Palestina (Palästina, Palästina). Seit 1963 leitete Abaschidse eine eigene Kommission, die sich mit der Wiederherstellung der Werke Rustawelis befasste. 1966 wurde er Chefredakteur der georgisch-sowjetischen Enzyklopädie. Er war Träger von vier Leninorden (1958, 1966, 1969, 1979), Orden des Vaterländischen Krieges II. Klasse (1985) und trat auch als Literaturkritiker und Übersetzer hervor; so übertrug er u. a. Werke der russischen Dichter Alexander Sergejewitsch Puschkin und Wladimir Wladimirowitsch Majakowski sowie des bulgarischen Schriftstellers Iwan Wasow ins Georgische.